# Scientific American

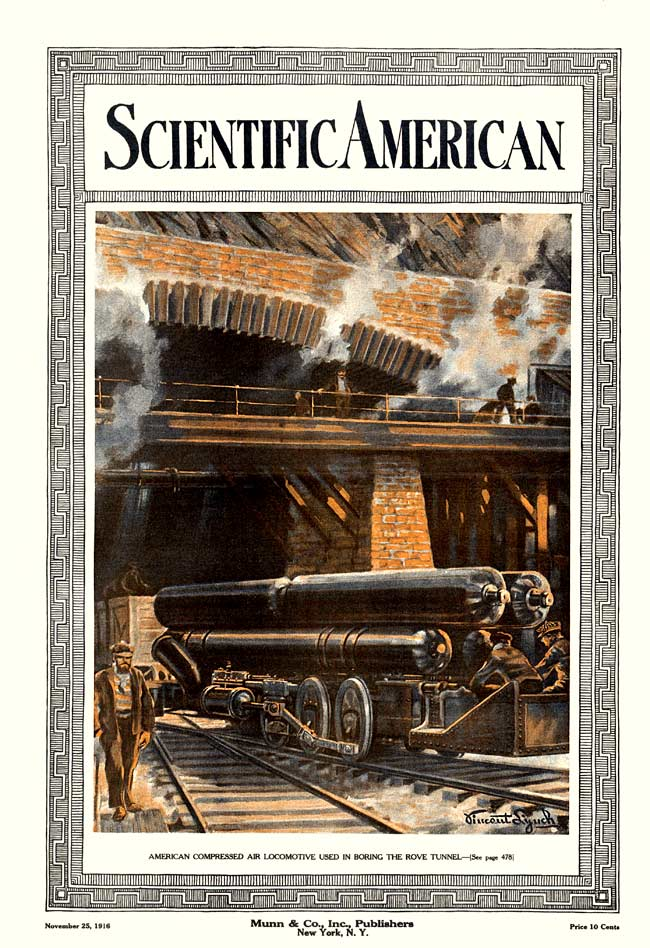
Locomotora de aire comprimido estadounidense utilizada en la perforación del túnel de Rove en Francia. Esta fue la ilustración de la portada de Scientific American del 25 de noviembre de 1916.

Scientific American es una revista de divulgación científica. Fue fundada por Rufus Porter. Scientific American se ha publicado (primero semanalmente, luego mensualmente) desde el 28 de agosto de 1845 siendo la revista de publicación continua más antigua de los Estados Unidos. De 1902 a 1911 Scientific American supervisó la publicación de una enciclopedia titulada The Encyclopedia Americana, que durante parte de ese periodo se denominó The Americana. Scientific American es propiedad de Springer Nature, que a su vez es una filial de Holtzbrinck Publishing Group. 
En España se editó una versión llamada Investigación y Ciencia, desde 1976 hasta su desaparición en 2023.

## Historia
Scientific American fue fundada por el inventor y editor Rufus M. Porter en 1845 como un periódico semanal de cuatro páginas. A lo largo de sus primeros años, se puso mucho énfasis en los informes de lo que ocurría en la Oficina de Patentes de los Estados Unidos. También informaba sobre una amplia gama de inventos, como las máquinas de movimiento perpetuo, un dispositivo de 1860 para boyar barcos de Abraham Lincoln, y la junta universal que ahora se puede encontrar en casi todos los automóviles. Los números actuales incluyen una sección "esta fecha en la historia", con extractos de artículos publicados originalmente 50, 100 y 150 años antes. Los temas incluyen incidentes humorísticos, teorías erróneas y avances notables en la historia de la ciencia y la tecnología. Comenzó como una publicación semanal en agosto de 1845 antes de convertirse en mensual en noviembre de 1921.
Porter vendió la publicación a Alfred Ely Beach y Orson Desaix Munn apenas diez meses después de fundarla. Hasta 1948, siguió siendo propiedad de Munn & Company. Bajo la dirección del nieto de Munn, Orson Desaix Munn III, se había convertido en una especie de publicación de "banco de trabajo", similar a la encarnación del siglo XX de Popular Science.
En los años posteriores a la Segunda Guerra Mundial, la revista entró en declive. En 1948, tres socios que planeaban iniciar una nueva revista de divulgación científica, que se llamaría The Sciences, compraron en cambio los activos de la antigua Scientific American y pusieron su nombre a los diseños que habían creado para su nueva revista. Así, los socios: el editor Gerard Piel, el redactor Dennis Flanagan y el director general Donald H. Miller, Jr. crearon básicamente una nueva revista. Miller se retiró en 1979, Flanagan y Piel en 1984, cuando el hijo de Gerard Piel, Jonathan, fue nombrado presidente y editor; la circulación se había multiplicado por quince desde 1948. En 1986 fue vendida al Holtzbrinck Publishing Group de Alemania, que ha sido su propietario hasta la fusión de Springer-Nature. En otoño de 2008, Scientific American pasó a estar bajo el control de la división Nature Publishing Group de Holtzbrinck.
Donald Miller murió en diciembre de 1998, Gerard Piel en septiembre de 2004 y Dennis Flanagan en enero de 2005. Mariette DiChristina se convirtió en redactora jefe después de que John Rennie dejó el cargo en junio de 2009, y dejó el cargo ella misma en septiembre de 2019. El 13 de abril de 2020, Laura Helmuth asumió el papel de editora jefe.

## Ediciones internacionales
Scientific American publicó su primera edición en el extranjero en 1890, la lengua española La América Científica. La publicación se suspendió en 1905, y pasarían otros 63 años antes de que apareciera otra edición en lengua extranjera: En 1968, se lanzó una edición en Italiana, Le Scienze, y tres años después una edición en Japonesa, Nikkei Science - 日経サイエンス}. En 1976 se lanzó una nueva edición en español, Investigación y Ciencia, seguida de una edición en francesa, Pour la Science, en Francia en 1977, y una edición en alemana, Spektrum der Wissenschaft, en Alemania en 1978. Una edición rusa V Mire Nauki ({В мире науки") se lanzó en la Unión Soviética en 1983, y continúa en la actual Federación Rusa. Kexue (科学, "Ciencia" en chino), una edición en chino simplificado lanzada en 1979, fue la primera revista occidental publicada en la República Popular China. Fundada en Chongqing, la revista en chino simplificado se trasladó a Pekín en 2001. Más tarde, en 2005, se publicó una edición más reciente, Global Science (环球科学), en lugar de Kexue, que cerró por problemas financieros. Una edición en chino tradicional, conocida como Scientist (magazine) - 科学美国人, se introdujo en Taiwán en 2002. La edición en húngaro Tudomány existió entre 1984 y 1992. En 1986, se publicó una edición en  árabe, Oloom Magazine - مجلة العلوم. En 2002, se lanzó una edición en portugués en Brasil.
En la actualidad, Scientific American publica 18 ediciones en idiomas extranjeros en todo el mundo: alemán, árabe, chino simplificado, chino tradicional,  checo, francés, holandés,  griego,  hebreo, italiano, japonés,  coreano,  lituano. (se interrumpió después de 15 números), polaco, rumano, ruso y español.
De 1902 a 1911, Scientific American supervisó la publicación de la Enciclopedia Americana, que durante parte de ese periodo se conocía como The Americana.

## Primera edición

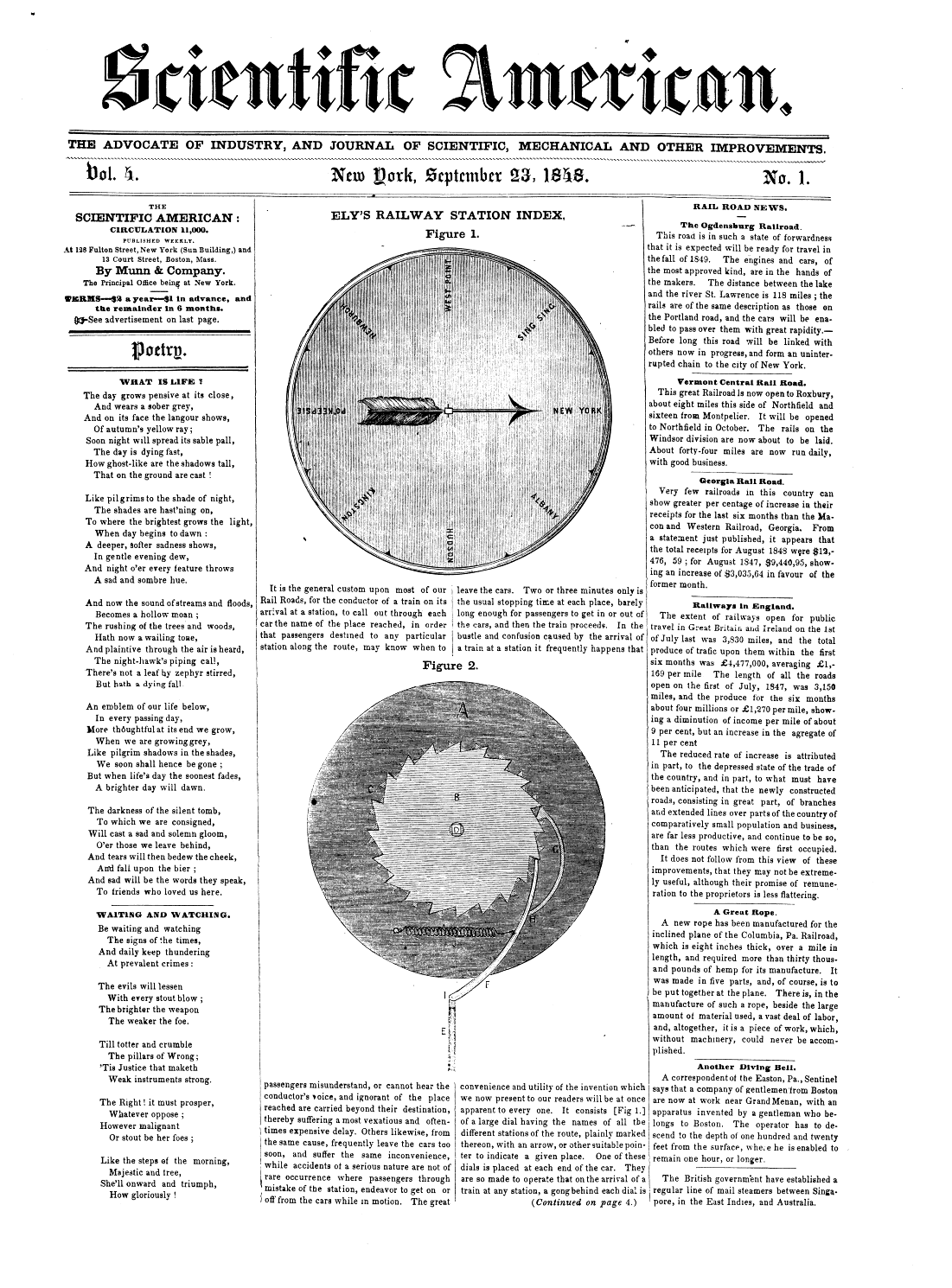
Portada del número de septiembre de 1848

Al principio se llamaba "The Advocate of Industry and Enterprise" y "Journal of Mechanical and other Improvements". En la portada del primer número aparecía el grabado "Improved Rail-Road Cars". La cabecera tenía el siguiente comentario:

Scientific American se publica todos los jueves por la mañana en el número 11 de Spruce Street, Nueva York, en el número 16 de State Street, Boston, y en el número 21 de Arcade, Filadelfia, (la oficina principal está en Nueva York) por Rufus Porter. Cada número estará provisto de dos a cinco grabados originales, muchos de ellos elegantes, e ilustrativos de nuevos inventos, principios científicos y obras curiosas; y contendrá, además de las noticias más interesantes de los acontecimientos actuales, avisos generales del progreso de las mejoras mecánicas y otras mejoras científicas; mejoras e inventos americanos y extranjeros; catálogos de patentes americanas; ensayos científicos, ilustrativos de los principios de las ciencias de la mecánica, la química y la arquitectura: información útil e instrucción en diversas artes y oficios; experimentos filosóficos curiosos; inteligencia, música y poesía diversas. Este periódico es especialmente merecedor del patrocinio de los mecánicos y los fabricantes, ya que es el único periódico en América dedicado a los intereses de esas clases; pero es particularmente útil para los agricultores, ya que no sólo les informará de las mejoras en los implementos agrícolas, sino que los instruirá en varios oficios mecánicos, y los protegerá contra las imposiciones. Como periódico familiar, transmitirá a los niños y a los jóvenes una inteligencia más útil que cinco veces su costo en instrucción escolar. Otro argumento importante a favor de este periódico, es que valdrá dos dólares al final del año cuando el volumen esté completo, (los viejos volúmenes del New York Mechanic, valen ahora el doble del costo original, en efectivo). Condiciones: El Scientific American se suministrará a los suscriptores a 2 dólares por año, un dólar por adelantado y el resto en seis meses. Se enviarán cinco ejemplares a una dirección seis meses, por cuatro dólares por adelantado. Cualquier persona que consiga dos o más suscriptores, tendrá derecho a una comisión de 25 centavos cada uno.

El comentario bajo la ilustración da una idea de su estilo en la época:

No hay quizás ningún tema mecánico en el que las mejoras hayan avanzado tan rápidamente, en los últimos diez años, como el de los vagones de pasajeros del ferrocarril. Si se comparan los vagones torpes y toscos del año 35 con los espléndidos vagones largos que circulan ahora por varias de las carreteras del este, será difícil transmitir a un tercero una idea correcta de la magnitud de la mejora. Algunos de los vagones más elegantes de esta clase, con capacidad para sesenta a ochenta pasajeros, y que funcionan con una estabilidad difícilmente igualada por un barco de vapor en aguas tranquilas, son fabricados por Davenport & Bridges, en su establecimiento de Cambridgeport, Massachusetts. Los fabricantes han introducido recientemente una variedad de excelentes mejoras en la construcción de los vagones, muelles y conexiones, que están calculadas para evitar la resistencia atmosférica, garantizar la seguridad y la comodidad, y contribuir a la facilidad y el confort de los pasajeros, mientras vuelan a una velocidad de 30 o 40 millas por hora.

También en el primer número se comenta el dispositivo propuesto por el Signor Muzio Muzzi para la navegación aérea.

## Scientific American 50
Los premios Scientific American 50 que otorga la revista, se instituyeron en 2002 para reconocer las contribuciones a la ciencia y la tecnología durante el año anterior. Este galardón cubre muchas categorías, incluyendo agricultura, comunicaciones, defensa, medio ambiente y diagnósticos médicos. La lista completa de los ganadores de cada año aparece en la edición de diciembre de la revista, así como en la página web de la revista.

## Sitioweb
En marzo de 1996, Scientific American lanzó su propio sitio web que incluye artículos de entregas actuales y pasadas, características exclusivas online, noticias diarias, curiosidades, reportajes especiales, trivialidades, "Scidoku" y mucho más.

## Televisión
Scientific American. También ha producido un programa de TV en Public Broadcasting Service (PBS) llamado Scientific American Frontiers en el original.

## Debate científico y político
En abril de 1950, la Comisión de Energía Atómica ordenó a Scientific American que dejara de publicar un número que contenía un artículo de Hans Bethe que parecía revelar información clasificada sobre la bomba de hidrógeno termonuclear. La revisión posterior del material determinó que la AEC había exagerado. El incidente fue importante para la historia de la "nueva" Scientific American, ya que la decisión de la AEC de quemar 3.000 ejemplares de una primera tirada de la revista que contenía el material ofensivo pareció ser una "quema de libros en una sociedad libre" cuando el editor Gerard Piel filtró el incidente a la prensa.
En su número de enero de 2002, Scientific American publicó una serie de críticas al libro de Bjørn Lomborg El ecologista escéptico. El miembro del Instituto Cato Patrick J. Michaels dijo que los ataques se debían a que el libro "amenaza los miles de millones de dólares de los contribuyentes que se destinan a la caja del cambio global cada año". El periodista Ronald Bailey calificó las críticas de "inquietantes" y "deshonestas", y escribió: "El subtítulo de la sección de reseñas, 'La ciencia se defiende contra El ecologista escéptico, da el espectáculo: Las opiniones religiosas y políticas tienen que defenderse de las críticas, pero se supone que la ciencia es un proceso para determinar los hechos".
El número de mayo de 2007 incluía una columna de Michael Shermer en la que pedía la retirada de Estados Unidos de la Guerra de Irak. En respuesta, el columnista en línea del Wall Street Journal James Taranto llamó en broma a Scientific American "una revista política liberal".
La editorial fue criticada en 2009 cuando notificó a las bibliotecas universitarias que los precios de la suscripción anual a la revista aumentarían casi un 500% para la versión impresa y un 50% para el acceso en línea, hasta alcanzar los 1.500 dólares anuales.
Un editorial del número de septiembre de 2016 de Scientific American atacó al candidato presidencial estadounidense Donald Trump por sus actitudes y retórica "anticientíficas". Esta fue la primera vez que la publicación incursionó en comentarios sobre la política presidencial estadounidense.
En el número de octubre de 2020, la revista respaldó a Joe Biden para las 2020 presidential election, citando el rechazo de Donald Trump a la evidencia científica, especialmente durante la pandemia de COVID-19 en Estados Unidos. En la columna en la que se informaba del respaldo, los editores de la revista decían: "Scientific American nunca ha respaldado a un candidato presidencial en sus 175 años de historia. Este año nos vemos obligados a hacerlo. No lo hacemos a la ligera".